# Dambisa Moyo
Dambisa Moyo (sinh ngày 2 tháng 2 năm 1969)  là một nhà kinh tế quốc tế sinh ra ở Zambia và là tác giả phân tích kinh tế vĩ mô và các vấn đề toàn cầu. Bà hiện đang phục vụ trên các ban của Ngân hàng Barclays, nhóm dịch vụ tài chính, Seagate Technology, Tập đoàn Chevron, và Barrick Gold, công ty khai thác mỏ toàn cầu. Bà làm việc hai năm tại Ngân hàng Thế giới và tám năm tại Goldman Sachs trước khi trở thành một tác giả và diễn giả quốc tế. Bà là tác giả của bốn cuốn sách bestselling của New York Times:
- Sự viện trợ chết chóc: Tại sao viện trợ không khả thi và làm thế nào để có một lối đi tốt hơn cho châu Phi (2009) (Dead Aid: Why Aid Is Not Working and How There Is a Better Way for Africa)
- Phương Tây đã thua cuộc như thế nào: 50 năm kinh tế điên rồ - và những lựa chọn khắc nghiệt phía trước (2011) (How the West Was Lost: Fifty Years of Economic Folly – And the Stark Choices that Lie Ahead)
- Người chiến thắng có tất cả: Cuộc đua tài nguyên của Trung Quốc và ý nghĩa của nó đối với thế giới (2012) (Winner Take All: China's Race for Resources and What It Means for the World)
- Bờ vực của thời kỳ hỗn độn: Tại sao dân chủ thất bại trong việc hỗ trợ tăng trưởng kinh tế: và cách khắc phục (2018) (Edge of Chaos: Why Democracy Is Failing to Deliver Economic Growth: and How to Fix It).

Bà cũng có bằng cử nhân về Hóa học và bằng MBA của Đại học Hoa Kỳ, một bằng MPA từ Trường Harvard Kennedy và một bằng tiến sĩ về Kinh tế học từ Oxford.

## Thiếu thời và học vấn
Dambisa Moyo sinh năm 1969 tại Lusaka, thủ đô của Zambia, và nghiên cứu hóa học tại Đại học Zambia. Bà đã tốt nghiệp đại học tại Mỹ thông qua học bổng tại trường Đại học Hoa Kỳ ở Washington, D.C. Moyo nhận bằng Cử nhân Hóa học tại Đại học Hoa Kỳ vào năm 1991 và bằng Thạc sỹ Quản trị Kinh doanh tại trường đại học năm 1993.
Bà có bằng Thạc sĩ Quản trị Công (MPA) tại Trường Chính phủ John F. Kennedy của Đại học Harvard năm 1997. Năm 2002, bà nhận được một bằng tiến sĩ về Kinh tế từ trường Cao đẳng St Antony's, Đại học Oxford. Các nghiên cứu tại Đại học Oxford của bà là về kinh tế học vĩ mô, và luận án tiến sĩ của bà là về tỷ lệ tiết kiệm ở các nước đang phát triển.

## Giải thưởng
- World Economic Forum Lãnh đạo trẻ toàn cầu (2009)
- TIME 100 (2009)
- Oprah Winfrey's O's First-Ever Power List c (2009)
- Hayek Lifetime Achievement Award (2013)[10][11]
- GQ and Editorial Intelligence's The 100 Most Connected Women (2014)[12][13]
- Handelsblatt's 25 Great Thinkers (2015)[14][15][16]
- Thinkers50's Thinker of the Month (April 2015)[17][18][19]

## Đời sống cá nhân
Moyo cư trú tại thành phố New York. Bà yêu thích chạy bộ, và đã tham gia một số cuộc đua marathon. Bà đi nhiều nơi và tham gia vào các cuộc họp hội đồng quản trị để diễn thuyết.